# Гладстон (Квинсленд)
Гла́дстон (англ. Gladstone) — город в восточной части австралийского штата Квинсленд, центр одноимённого района местного самоуправления. Население города по оценкам на 2008 год составляло 48 796 человек, а население всего района — 57,6 тысяч человек (2008 год). Ближайший крупный город — Рокгемптон (расположен в 100 километрах на северо-западе).

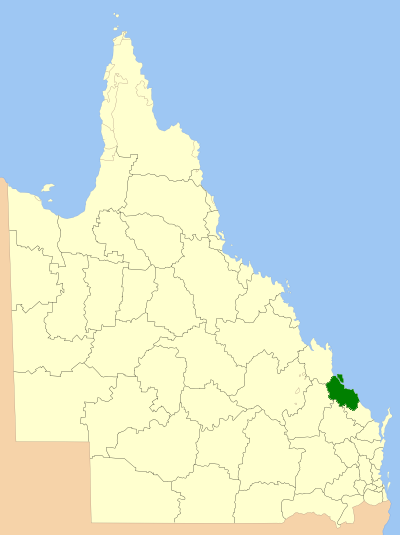
Расположение района

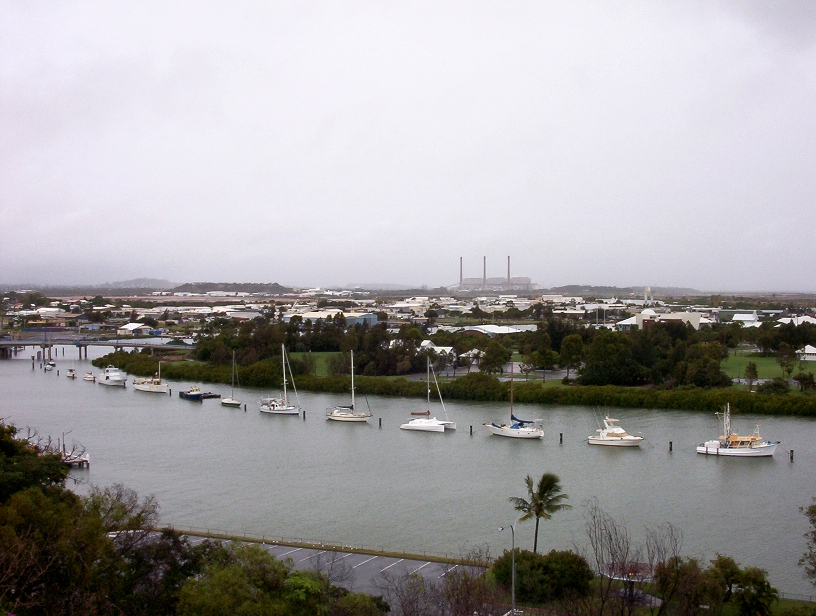
Стоянка яхт, Гладстон

## География
Гладстон расположен на берегу Кораллового моря, между рекой Ко́ллиоп (англ. Calliope River) на севере и рекой Бойн (англ. Boyne River) на юге. Между устьями этих рек лежит глубоководная гавань, благодаря которой и возник Гладстон, как город — морской порт. Расположенные рядом острова Кертис (англ. Curtis Island) и Фейсинг (англ. Facing Island) хорошо защищают гавань от волн и ветра.
В районе Гладстона, на расстоянии 50 километров от берега, начинается Большой барьерный риф, являющийся «визитной карточкой» туристического бизнеса Квинсленда.

## История
До прихода европейцев в районе Гладстон традиционно проживали австралийские аборигены племен баиали и горенг-горенг.
Первым европейцем, проплывшим мимо берегов Гладстона был Джеймс Кук. Это было в мае 1770 года, во время его первого кругосветного плавания. Первым европейцем, посетившим гавань Гладстона, стал Мэтью Флиндерс (англ. en:Matthew Flinders). Это было в августе 1802 года, во время его плавания вокруг Австралии 1801—1803 годов. Он назвал это место «Порт-Кёртис», в честь Адмирала Роджера Кёртиса (англ. Roger Curtis). В ноябре 1823 года дальнейшим изучением района занимался Джон Оксли. В своих записях он отметил, что доступ в гавань затруднен, земли слишком сухие для сельского хозяйства, в районе нет достаточного количества древесины для строительства.
Создание колонии в Порт-Кёртис сопровождалось большими трудностями. 25 января 1847 года корабль полковника Джорджа Барни, перевозивший 87 солдат и осужденных, пытался подойти к берегу, но сел на мель около острова Фейсинг. Полесенцы провели на острове семь недель, пока их не спасло судно Томаса Лоури, которое везло продукты и другие товары. Поселенцы были переправлены на берег, в место, выбранное для нового поселения, известное в настоящее время как Барни-Пойнт (англ. Barney Point).
30 января Джордж Барни был официально приведён к присяге в качестве вице-губернатора колонии в Северной Австралии. Поселение из заключенных просуществовало только два месяца. Сменившееся правительство в Великобритании приняло решение о ликвидации колонии. Несмотря на это, интерес к данному региону сохранился. В 1853 году Френсис Мак-Кэйб определил место для нового города на берегу Порта-Кёртис. Город был назван в честь британского государственного деятеля Уильяма Гладстона. Постепенно сюда стали прибывать свободные поселенцы. В 1863 году Гладстон получил самоуправление и своего первого мэра — Ричарда Хетерингтона.

## Инфраструктура

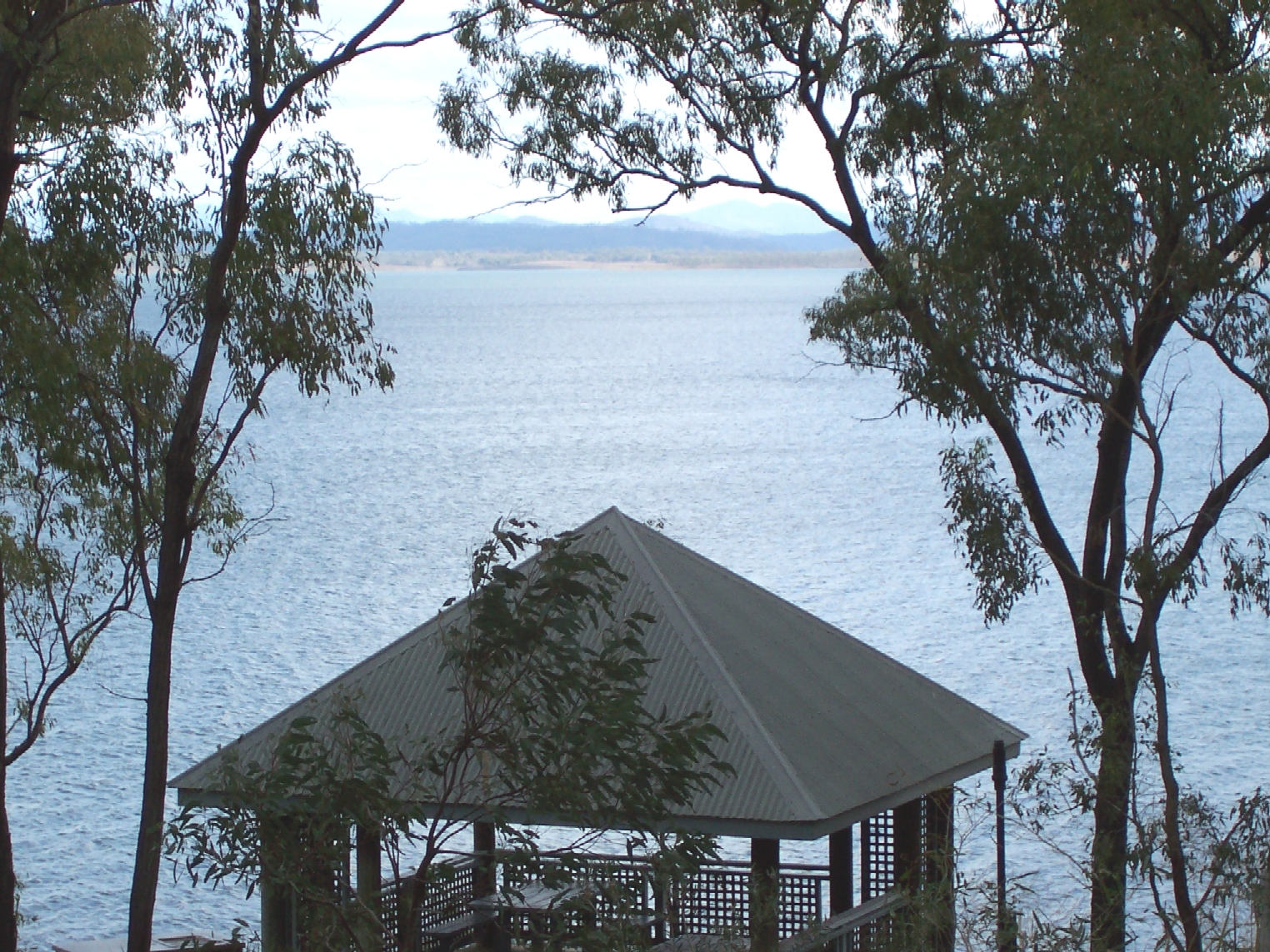
Озеро Авунга

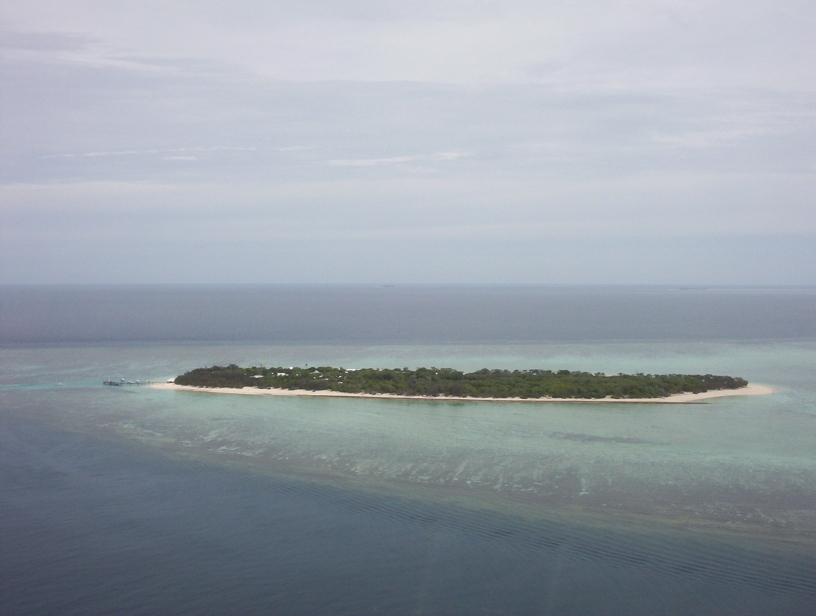
Остров Херон, Большой барьерный риф

### Вода
Из-за отсутствия на всей территории штата Квинсленд крупных водохранилищ в районе Гладстон бывают периоды, когда ощущается нехватка пресной воды. Основным источником пресной воды для этого района является озеро Авунга (англ. Lake Awoonga) на реке Бойн. С помощью плотины (англ. Awoonga Dam) площадь озера была увеличена до 2 240 км², и может вмещать до 777 миллионов м³ воды. В летний сезон дождей озеро наполняется водой, стекающей с окружающих его холмов и небольших гор, которая используется целый год для нужд населения, промышленных предприятий и сельского хозяйства района.

### Транспорт
Гладстон является крупным узлом грузоперевозок в центральной части Квинсленда. Здесь расположен морской порт и крупные заводы. Большое количество грузов доставляется по железной и автомобильным дорогам.
Автомагистраль «Брюс» (англ. Bruce Highway), начинаясь в Брисбене, идет вдоль побережья штата Квинсленд и соединяется с городом через автомагистрали «Гладстон Бенаради» на юге и «Маунт-Ларком Гладстон» на севере.
В порту Гладстона расположены причалы (англ. Gladstone Marina) для круизных судов, скоростных катеров, яхт и катамаранов. Отсюда организуются морские экскурсии к острову Херон (англ. Heron Island), острову Леди Эллиот (англ. Lady Elliot Island) и другим островам Большого барьерного рифа. Для любителей подводного плавания существуют специальные дайвинг-туры. С крупными соседними островами, например с островом Кертис, налажено регулярное паромное сообщение.
На юго-западной окраине города расположен небольшой аэропорт местного значения — Аэропорт Гладстон. Ближайший международный аэропорт — Аэропорт Брисбен. Основное направление аэропорта Гладстона — рейсы до Брисбена, на самолётах «Dash 8», вмещающих от 50 до 72 пассажиров. Также есть рейсы до городов, расположенных севернее, включая Рокгемптон, Маккай, Таунсвилл и Кэрнс. Также из аэропорта Гладстона туристам доступны воздушные экскурсии к Большому барьерному рифу.

## Экономика
В отличие от других прибрежных городов Квинсленда, во многом ориентированных на туристический бизнес, Гладстон — промышленный город. В черте города нет пляжей, берега двух рек и морское побережье заняты заводами, электростанцией и крупным морским портом.

### Энергетика

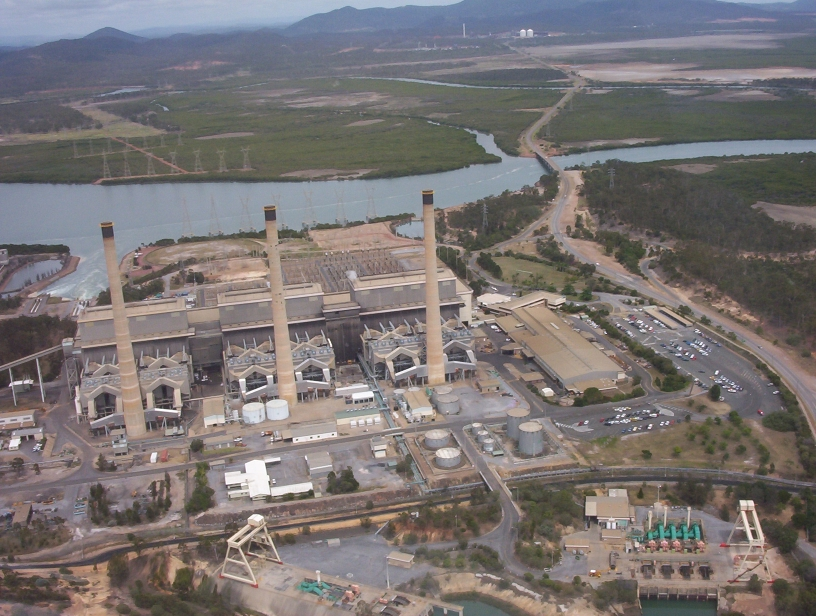
Электростанция Гладстона

Для беспербойного обеспечения электричеством большого количества предприятий района необходимы большие мощности по выработке электроэнергии.
На западной окраине города расположена электростанция Гладстона (англ. Gladstone Power Station) — самая крупная электростанция Квинсленда. Электростанция была введена в эксплуатацию в 1976 году, оснащена шестью паровыми турбинами, электрическая мощность — 1 680 МВт. Ещё одна крупная электростанция — электростанция Стэнуэлл (англ. Stanwell Power Station) мощностью 1 400 МВт расположена в соседнем крупном городе — Рокгемптон. В качестве топлива на обеих электростанциях используется уголь, добываемый в двухстах километрах западнее Рокгемптона.

### Крупнейшие предприятия
Завод Queensland Alumina — крупнейший в мире производитель глинозёма. Завод был введен в эксплуатацию в 1967 году. Мощность завода — 3,9 миллионов тонн глинозёма в год. Глинозём получают из бокситов методом Байера. Сырье доставляется на кораблях из бокситовых шахт Rio Tinto Alcan в городе Уэйпа, расположенном на севере штата Квинсленд. Инфраструктура завода включает полностью оснащенные цеха, товарный склад, различные вспомогательные службы, а также доступ к глубоководному порту. На заводе работают более 1000 человек. В настоящее время предприятие управляется консорциумом двух ведущих мировых алюминиевых компаний: доля ОК РУСАЛ — 20 %, Rio Tinto Alcan — 80 %.

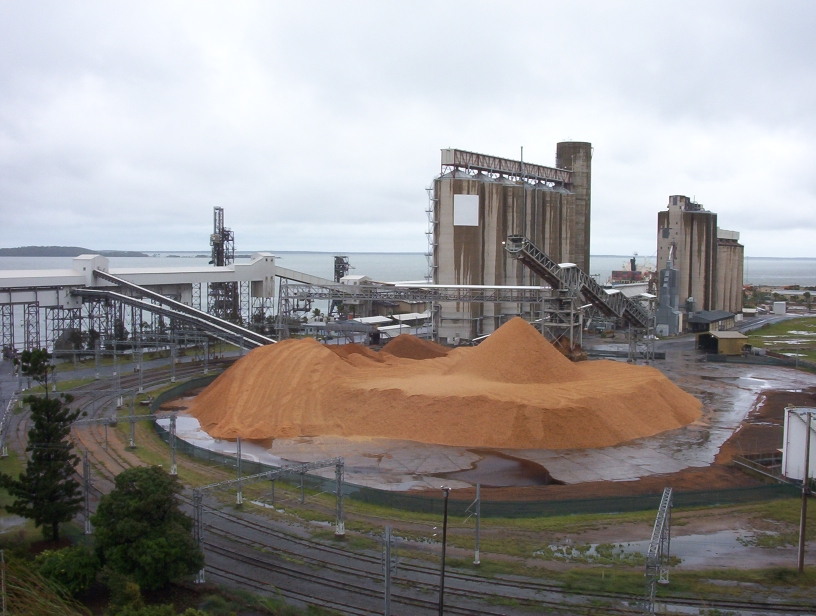
Порт, погрузочный терманал

Порт Гладстона — самый большой морской грузовой порт Квинсленда и третий по величине порт страны, через который австралийский уголь поставляется на экспорт. Его углепогрузочные терминалы занимают четвёртое место в мире по пропускной способности. К 2010 году планируется завершить строительство третьего углепогрузочного терминала «Виггинс-Айленд» (англ. Wiggins Island Coal Terminal). Новый терминал позволит увеличить ежегодную отгрузку на экспорт угля с нынешних 45 миллионов тонн до 140 миллионов тонн. Вновь создаваемый терминал будет обслуживать новые предприятия по добыче энергетических углей «Вандоан», «Монто» и «Уэст-Роллестон» в бассейнах Боуэн и Сурат, строящиеся к югу от Гладстона.

### Развитие
GLNG — австралийская компания Santos совместно с малайзийской нефтегазовой компанией PETRONAS планируют построить рядом с городом, на острове Кертис, завод по производству сжиженного природного газа (англ. LNG), стоимостью $7,7 миллиардов. Завод будет перерабатывать метан угольных пластов (англ. Coalbed methane), добываемый в восточной части Квинсленда. Проект должен стартовать в начале 2010 года, расчетное время введения в эксплуатацию — 2014 год. По расчетам компании завод создаст 3 000 рабочих мест в процессе строительства и 200 рабочих мест в процессе эксплуатации.
Против данного проекта активно выступают защитники природы. Они отмечают тот факт, что строительство завода GLNG, газопровода к нему и нового порта нанесёт экологии острова Кертис и прибрежной территории непоправимый ущерб.

## Климат
Гладстон находится в зоне субтропического климата по классификации Кёппена. Город расположен на 0,2° южнее линии Тропика Козерога. В целом климат можно охарактеризовать как комфортный. В году здесь можно выделить два различных периода — сезон дождей, который длится с октября по февраль и сухой сезон с марта по сентябрь, в среднем за год выпадает около 800 мм осадков. Летом, в течение дня, температура может превышать 30 °C, а к ночи снижается до 22 °C. В течение зимы дневная температура колеблется около 24 °C, средняя ночная температура около 13 °C.
| Показатель                                                              | Янв.  | Фев.  | Март | Апр. | Май  | Июнь | Июль | Авг. | Сен. | Окт. | Нояб. | Дек.  | Год   |
| ----------------------------------------------------------------------- | ----- | ----- | ---- | ---- | ---- | ---- | ---- | ---- | ---- | ---- | ----- | ----- | ----- |
| Средний суточный максимум, °C                                           | 30,7  | 30,5  | 29,8 | 28,0 | 25,7 | 23,3 | 22,8 | 23,6 | 25,8 | 27,5 | 28,7  | 30,0  | 27,2  |
| Средний суточный минимум, °C                                            | 23,0  | 23,0  | 21,6 | 18,9 | 15,6 | 13,3 | 11,8 | 12,6 | 15,5 | 18,7 | 20,4  | 22,1  | 18,0  |
| Норма осадков, мм                                                       | 114,0 | 178,8 | 48,3 | 35,8 | 37,9 | 47,6 | 23,2 | 37,1 | 31,6 | 65,0 | 59,8  | 104,4 | 795,8 |
| Источник: http://www.bom.gov.au/climate/averages/tables/cw_039326.shtml |       |       |      |      |      |      |      |      |      |      |       |       |       |